# Glauber Braga
Glauber de Medeiros Braga (Nova Friburgo, 26 de junho de 1982) é um advogado e político brasileiro,  filiado ao Partido Socialismo e Liberdade (PSOL).

## Carreira
Filho de Saudade Braga, ocupou diversas secretarias na prefeitura de Nova Friburgo, no governo de sua mãe, primeiramente entre os anos de 2001 e 2002, e de 2005 a 2008.
Candidato a deputado federal em 2006, com 51.259 votos, ficou com a primeira suplência, assumindo o mandato em 6 de janeiro de 2009, devido à licença de Jorge Bittar (PT). Permaneceu no cargo até 31 de março de 2010, completando a participação na legislatura a partir de 5 de janeiro de 2011 até o dia 31 de janeiro, em virtude do afastamento de Luiz Sérgio (PT), que passou a ocupar o colegiado de ministros da presidente Dilma Rousseff.
Nas eleições de 2010, com 57.549 votos, foi eleito deputado federal e tomou posse em 1 de fevereiro de 2011.
Em fins de 2013, Glauber protocolou representação contra o então presidente estadual do PSB-RJ, Alexandre Cardoso, acusando-o de indicar a filiação em outros partidos pessoas que queriam se filiar ao partido socialista, bem como de não acatar decisão da executiva federal quanto ao rompimento com os governos de Dilma Roussef e de Sérgio Cabral Filho. Com a intervenção realizada em seguida no diretório estadual do Rio, Alexandre foi destituído e Romário foi provisoriamente colocado como presidente, sendo Glauber seu vice.
Presidiu no ano de 2014 a Comissão de Educação da Câmara dos Deputados.  Em junho de 2014, Glauber foi eleito presidente do diretório estadual. Em setembro de 2015, deixou o PSB e se filiou ao PSOL.
Durante as discussões sobre o impeachment da presidente Dilma Rousseff na Câmara dos Deputados, mais precisamente em 15 de abril de 2016, discursou em Plenário contra o prosseguimento do processo. Seu voto contrário à admissibilidade do processo, em 17 de abril daquele ano, foi um dos mais repercutidos na imprensa.
 Eduardo Cunha, você é um gangster. O que dá sustentação a sua cadeira cheira a enxofre. Eu voto por aqueles que nunca escolheram o lado fácil da história. Voto por Marighella, por Plinio de Arruda Sampaio, por Luis Carlos Prestes, eu voto por Olga Benário, eu voto por Zumbi dos Palmares, eu voto não.— Glauber Braga, do PSOL
Em janeiro de 2017, assumiu a liderança da bancada do PSOL no Congresso Nacional.

### Eleições de 2016
Nas eleições de 2016 foi candidato ao executivo friburguense pela coligação Construção Coletiva, formada pelo PSOL, PCdoB, PPL e PCB, tendo o vereador Cláudio Damião, também do PSOL como companheiro de chapa. Recebeu pouco mais de 24 mil votos, o que representa 23,79% dos votos, terminando a disputa na segunda colocação, atrás de Renato Bravo (PP).

### Pré-candidatura à Presidência
Em maio de 2021, Glauber colocou seu nome à disposição do PSOL para concorrer à Presidência da República pelo partido nas eleições de 2022. Em uma rede social, Glauber escreveu que "É possível defender unidade na esquerda contra Bolsonaro e ao mesmo tempo ser pré-candidato a presidente do Brasil pelo PSOL apresentando o programa da esquerda radical de forma não sectária" e agradeceu o apoio dos filiados e militantes.
A pré-candidatura recebeu apoio de cinco dos nove companheiros de bancada na Câmara dos Deputados, Luiza Erundina, Sâmia Bomfim, David Miranda, Vivi Reis e Fernanda Melchionna. Porém, o apoio ao anúncio não foi unânime dentro do partido, Talíria Petrone, líder da bancada na Câmara, definiu a ação como "precipitada" e afirmou que "sem unidade, seremos derrotados", já o presidente do PSOL, Juliano Medeiros, considerou inoportuno o debate, "é hora de lutar pela unidade das esquerdas e por um programa anti-neoliberal para 2022".

### Detenção durante a ocupação da UERJ em 2024
Em 20 de setembro de 2024, Braga participou da ocupação de uma das alas da Universidade do Estado do Rio de Janeiro (UERJ), sendo detido pela Polícia Militar do Rio de Janeiro (PM-RJ) ao tentar evitar uma invasão da tropa de choque. Ele foi liberado dez horas depois.

## Processo de cassação
Em 9 de abril de 2025, o Conselho de Ética da Câmara dos Deputados aprovou, por 13 votos a 5, o parecer que recomenda a cassação do mandato do deputado federal Glauber Braga (PSOL-RJ) por quebra de decoro parlamentar. A acusação está relacionada a um incidente ocorrido em 16 de abril de 2024, no qual Braga teria empurrado e chutado Gabriel Costenaro, militante do Movimento Brasil Livre (MBL), após este ter chamado de "corrupta" a mãe de Glauber, a médica, política e ex-prefeita de Nova Friburgo Saudade Braga, posteriormente falecida.
O processo ainda está em trâmite e cabe recurso à Comissão de Constituição e Justiça (CCJ). Caso o recurso seja rejeitado pela CCJ, a decisão final cabe ao plenário da Casa, onde são necessários ao menos 257 votos favoráveis para que o mandato seja cassado.
Parlamentares de esquerda criticaram o processo, acusando o ex-presidente da Câmara, Arthur Lira (PP-AL) de articular o processo de cassação de Braga. A deputada Sâmia Bomfim (PSOL-SP), esposa de Glauber, classificou as tentativas de acordo como uma "cortina de fumaça" em um jogo com "cartas já marcadas".
Em resposta à decisão, Glauber Braga anunciou que faria uma greve de fome e que passará as noites na sala onde ocorreu a votação do Conselho de Ética até que o processo seja concluído. 
"Vou permanecer nessa sala, no Congresso, até a finalização desse processo. Estou o dia inteiro de jejum e, a partir de agora, não vou me alimentar. Vou aguardar a decisão irrevogável. Vou permanecer aqui nesse plenário. Quem quiser chamar de greve de fome, chame como queira."— Glauber Braga
Em 17 de abril, Glauber Braga encerrou a greve de fome, que durou 9 dias. Durante esse período, assessores disseram que o parlamentar consumiu apenas água, soro e bebidas isotônicas, perdendo cerca de quatro quilos. A decisão ocorreu após conversas com parlamentares do PSOL, apoiadores e a costura de um acordo com o presidente da Câmara dos Deputados, Hugo Motta (Republicanos-PB), que se comprometeu a adiar em 60 dias a votação em plenário do processo de cassação do mandato de Braga. Após o encerramento da greve de fome, Glauber está recebendo orientações médicas sobre a reintrodução gradual de alimentos sólidos, começando com uma dieta pastosa e de baixa proteína.
Em carta enviada ao presidente da Câmara Hugo Motta, um grupo de juristas alertou que a possível cassação do mandato de Braga representa um risco à democracia, por considerá-la "uma punição com viés político". No documento, os especialistas argumentam que o processo contra o parlamentar ameaça a liberdade de expressão e o livre exercício do mandato parlamentar, princípios fundamentais do estado democrático de direito.

## Desempenho em eleições
| Ano  | Eleição                     | Cargo            | Partido | Nº   | Coligação                                   | Despesas (R$) | Votos  | %      | Resultado                | Ref    |
| ---- | --------------------------- | ---------------- | ------- | ---- | ------------------------------------------- | ------------- | ------ | ------ | ------------------------ | ------ |
| 2006 | Estaduais do Rio de Janeiro | Deputado Federal | PSB     | 4080 | Um Rio de Todos (PSB, PT, PCdoB)            | 128.800,22    | 51.259 | 0,65%  | Não eleito (1° suplente) | [ 34 ] |
| 2010 | Estaduais do Rio de Janeiro | Deputado Federal | PSB     | 4080 | Frente de Mobilização Socialista (PSB, PMN) | 346.973,50    | 57.549 | 0,72%  | Eleito                   | [ 35 ] |
| 2014 | Estaduais do Rio de Janeiro | Deputado Federal | PSB     | 4080 | Frente Popular I (PSB, PT, PCdoB)           | 559.589,27    | 82.236 | 1,08%  | Eleito                   | [ 36 ] |
| 2016 | Municipal de Nova Friburgo  | Prefeito         | PSOL    | 50   | Construção Coletiva (PSOL, PPL, PCdoB, PCB) | 218.628,78    | 24.472 | 23,79% | Não eleito (2° lugar)    | [ 37 ] |
| 2018 | Estaduais do Rio de Janeiro | Deputado Federal | PSOL    | 5080 | Mudar é Possível (PSOL, PCB)                | 321.872,91    | 40.199 | 0,52%  | Eleito                   | [ 38 ] |
| 2022 | Estaduais do Rio de Janeiro | Deputado Federal | PSOL    | 5080 | Federação PSOL REDE (PSOL, REDE)            | 1.422.604,25  | 78.048 | 0,9%   | Eleito                   | [ 39 ] |

## Vida pessoal
É filho de Saudade Braga, ex-prefeita de Nova Friburgo.
Em janeiro de 2020, anunciou relacionamento com Sâmia Bomfim, deputada federal pelo PSOL de São Paulo. Em dezembro de 2020, Sâmia anunciou estar grávida. Em junho de 2021, nasceu Hugo, primeiro filho do casal, cujo nome foi inspirado em Hugo Chávez, ex-presidente da Venezuela.